# 姿美千子
姿 美千子（すがた みちこ、1945年5月28日 - ）は、日本の元女優、歌手。本名：橘 郁子（旧姓）。夫は元プロ野球選手の倉田誠。妹の橘和子も日活で女優を務めた。

## 来歴

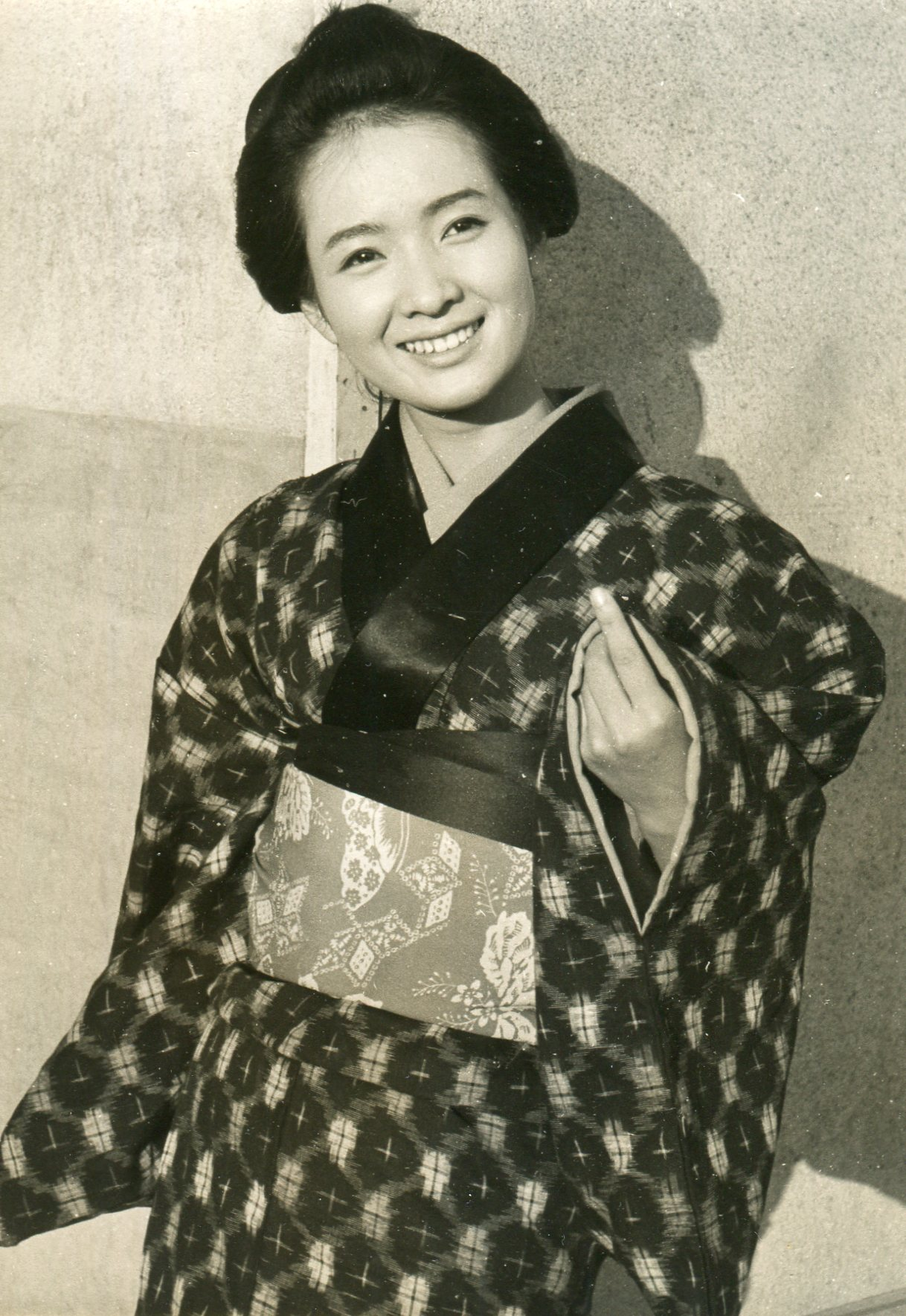
1960年代前半

染物業を営む家庭の5人兄妹の3番目（次女）として北海道札幌市南8条西3丁目で生まれた。生家は中島公園近くの紺屋『橘屋』。曽祖父は石川県の人で19世紀後半に渡道、当地で代々染物業を営んでいた。ちなみに、遠祖は四国地方で忍者をしていたという。札幌静修高等学校1年生の1961年、大映『すっとび仁義』の主演・橋幸夫の相手役募集に応じて当選。同年10月、大映に入社し同作品でデビュー、同時に日本大学第二高等学校に転校した。その後同校を卒業している。
以後は、スターが不足していた当時の大映で、『すてきな16歳』『若い樹々』『高校三年生』など、倉石功とのコンビで数多くの青春映画に主演し、清楚な容姿と親しみやすいキャラクターで人気を集めた。また、市川雷蔵主演『眠狂四郎炎情剣』『剣鬼』、田宮二郎主演『鉄砲犬』『勝負犬』、勝新太郎主演『続・酔いどれ博士』など男優たちの作品で相手役も務めた他、『温泉女中』『温泉巡査』などのコメディーでも活躍。1967年には、モスクワ国際映画祭に出席のため、ソビエト連邦（当時。現・ロシア連邦）の首都モスクワを訪れている。
しかし、大映がセクシー路線に転じた1960年代後半以降は役に恵まれず、1968年に退社。以後はテレビドラマに活動の場を移し、『ザ・ガードマン』『氷壁』『君は海を見たか』などに出演。
1971年3月、読売ジャイアンツ投手（当時）の倉田誠と結婚して引退。家庭の人となった。倉田との間に2女がいる。
2021年12月7日に倉田誠と死別。夫の闘病生活などについて一部マスコミの取材に応じた。

## 人物
- 当時の映画スターの中では、テレビドラマの出演には積極的だった。テレビの撮影のテンポの早さが気に入っていたのと、テレビに出た後の視聴者からの反響が大きかったからというのがその理由。TBS『そろりと参ろう』では、当初初回のみの出演予定だったが、2回目以降も出演出来るように脚本家を口説いたという[9]。
- 雑誌『明星』の「映画スター人気投票・女優部門」では、1963年から1965年まで6位・4位・7位と3年連続でベスト10入りし、雑誌『近代映画』の「オールスター投票・女優部門」でも1963年から1967年まで9位・3位・3位・4位・8位と、5年連続でベスト10入りするなど、若年層を中心に安定した人気を持っていた[10]。

## 受賞
- エランドール賞 新人賞（1962年）[1]

## 主な出演作品

### 映画
※特記のない限り全て大映作品。

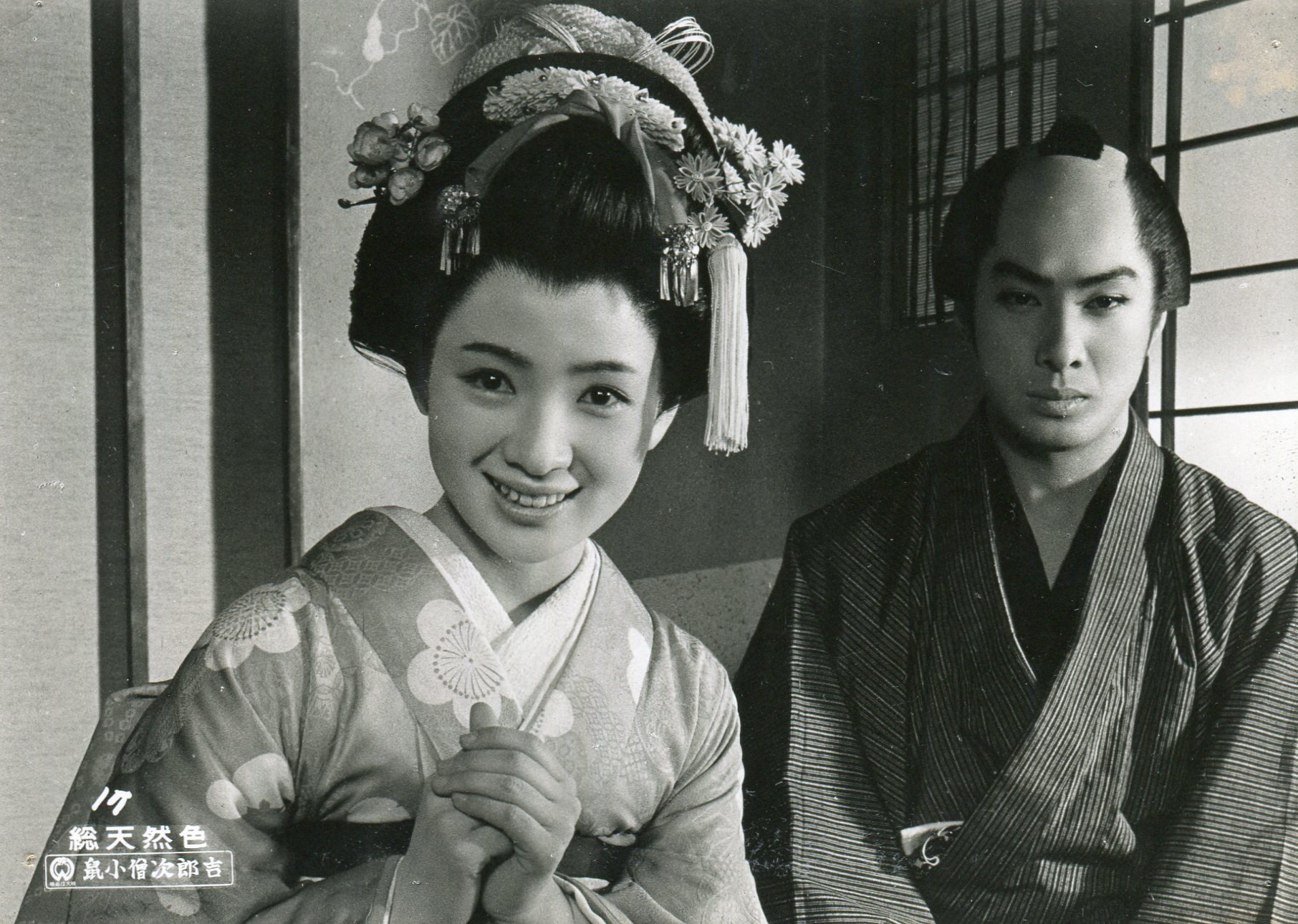
『鼠小僧次郎吉』（1965年）

- すっとび仁義（1961年、安田公義監督） ：お雪 役
- 明日を呼ぶ港（1961年、島耕二監督） ：佐々木明子 役
- 花の兄弟（1961年、池広一夫監督） ：お美津 役
- すてきな16才（1962年、寺島久監督） ：大月克美 役
- 悲恋の若武者（1962年、西山正輝監督） ：お品 役
- かっこいい若者たち（1962年、弓削太郎監督） ：丸岡ミチ子 役
- やくざの勲章（1962年、井上梅次監督） ：民代 役
- 若い樹々（1963年、原田治夫監督） ：立花理々子 役
- てんやわんや次郎長道中（1963年、森一生監督） ：おかよ 役
- 温泉女中（1963年、瑞穂春海監督） ：弓子 役
- 温泉巡査（1963年、原田治夫監督） ：望月マリ 役
- 高校三年生（1963年、井上芳夫監督） ：小杉知子 役
- 温泉女中（1964年、木村恵吾監督） ：吉弥 役
- 無茶な奴（1964年、島耕二監督） ：大滝ユキ 役
- 続・高校三年生（1964年、弓削太郎監督） ：高津明子 役
- 制服の狼（1964、弓削太郎監督） ：西山和代 役
- 幸せなら手をたたこう（1964年、湯浅憲明監督）中原ゆき 役
- 眠狂四郎炎情剣（1965年、三隅研次監督） ：かよ 役
- 大捜査網（1965年、村山三男監督） ：節子 役
- 鼠小僧次郎吉（1965年、三隅研次監督） ：小夜 役
- 雲を呼ぶ講道館（1965年、弓削太郎監督） ：弥生 役
- 青いくちづけ（1965年、井上芳夫監督） ：秋野君子 役
- 妻の日の愛のかたみに（1965年、富本壮吉監督） ：純子 役
- 剣鬼（1965年、三隅研次監督） ：お咲 役
- 大怪獣ガメラ（1965年、湯浅憲明監督） ：桜井信代 役
- 鉄砲犬（1965年、村野鐵太郎監督） ：小玉照子 役
- 破れ証文（1966年、田中重雄監督） ：水野あき子 役
- ほんだら捕物帖（1966年、森一生監督） ：お蔦 役
- 雁（1966年、池広一夫監督） ：お梅 役
- 続・酔いどれ博士（1966年、井上昭監督） ：芳江 役
- にせ刑事（1967年、山本薩夫監督） ：山口美恵子 役
- 海のGメン 太平洋の用心棒（1967年、田中重雄監督） ：佐藤洋子 役
- 勝負犬（1967年、井上芳夫監督） ：中沢律子 役
- 関東女賭博師（1968年、井上芳夫監督） ：悦子 役

### テレビドラマ
- 図々しい奴（1963年、TBS / 大映テレビ室） ：マリヤ 役
- そろりと参ろう（1963年 - 1964年、TBS / 大映テレビ室）
- あひる飛びなさい（1964年、TBS / 大映テレビ室）
- てっぺん野郎（1965年、TBS / 大映テレビ室）
- 東京警備指令 ザ・ガードマン（TBS / 大映テレビ室）
  - 第24話「ガードマン空へ」（1965年）
  - 第25話「続ガードマン空へ」（1965年）
  - 第48話「結婚の秘密」（1966年）
  - 第66話「沖縄へ直行せよ」（1966年）
  - 第94話「美しいスパイたち」（1967年）
  - 第103話「真赤な裏切り」（1967年）
  - 第151話「氷と死神」（1968年）
  - 第271話「怪談・雨の幽霊病院」（1970年）
- 停年退職（1966年、NHK）
- うす羽蝶（1966年、TBS / 大映テレビ室） ：主演・戸樫綾 役
- 氷壁（1967年、日本テレビ / 大映テレビ室） ：小坂かおる 役
- 真夜中の青春（1967年、NHK）
- 北上川哀歌（1967年、フジテレビ / 大映テレビ室） ：主演・星野ゆき 役
- 秘密指令883（1967年 - 1968年、フジテレビ /大映テレビ室）
  - 第5話「殺しのパスポート」：嘉手納マリ 役
  - 第12話「初陽が海にもえるとき」：落合教授令嬢 役
- 伝七捕物帳 第1話「雪と寒椿」（1968年、朝日放送）
- 三匹の侍 第6シリーズ第7話「女ごころ」（1968年、フジテレビ）
- 風 第36話「悲願兄弟鏡」（1968年、TBS / 松竹）
- 花のお江戸のすごい奴（1969年、フジテレビ / 東映 / 新国劇） ：おけい 役
- 素浪人 花山大吉（NET / 東映京都テレビプロ→東映）
  - 第17話「美人だらけの町だった」（1969年）：おしの 役
  - 第65話「南の果てでもめていた」（1970年）：おいと 役
- 花王愛の劇場・古都の雨（1969年、TBS / 大映テレビ室） ：紀子 役
- 颱風とざくろ（1969年、日本テレビ / 日活） ：井口ようこ 役
- 金曜時代劇 鞍馬天狗 第2話「角兵衛獅子」(2) - 第3話「角兵衛獅子」(3)（1969年、NHK）
- 旅がらすくれないお仙 第29話「あたい、売るわよ」（1969年、NET / 東映京都テレビプロ）
- ゴールドアイ 第3話「暗殺者は女を狙う」（1970年、日本テレビ / 東映） ：岡田朱美 役
- 水戸黄門 第1部第32話「水戸の白梅 -水戸-」（1970年、TBS / C.A.L） ：森田冴 役
- 銭形平次 第204話「江戸愚連隊」（1970年、フジテレビ / 東映） ：おのぶ 役
- 遠山の金さん捕物帳 第5話「夢を慕う女」（1970年、NET / 東映） ：妙姫 役
- 君は海を見たか（1970年、日本テレビ / 大映テレビ室） ：増子弓子 役
- 打ち込め! 青春（1971年、NET / 東映） ：岡田由美子 役
- ライオン奥様劇場・花燃え（1971年、フジテレビ / 松竹）

## ディスコグラフィ

### シングル
| 発売日       | 規格         | 規格品番     | 面           | タイトル             | 作詞         | 作曲         | 編曲         |
| 大映レコード | 大映レコード | 大映レコード | 大映レコード | 大映レコード         | 大映レコード | 大映レコード | 大映レコード |
| ------------ | ------------ | ------------ | ------------ | -------------------- | ------------ | ------------ | ------------ |
| 1968年9月    | EP           | D-59         | A            | 十和田湖エレジー     | 名香川みどり | 内藤ただし   | 池田孝       |
| 1968年9月    | EP           | D-59         | B            | 夜霧の中でさようなら | 名香川みどり | 内藤ただし   | 池田孝       |

※A面は平泉征（現・平泉成）とのデュエット曲。B面は姿のソロ曲。